# تامارین شیری ناگوئی
تامارین شیری ناگوئی (نام علمی: Leontopithecus caissara) نام یک گونه از تیره میمون‌های پنجه‌ای است.این گونه یک گونه در معرض انقراض تامارین‌های شیری است که بوم زاده جنگ‌های جنوب شرقی برزیل می‌باشد.حداکثرتعداد باقی مانده از این کونه ۴۰۰ قطعه می‌باشد.